# 嘉島町立嘉島西小学校
嘉島町立嘉島西小学校（かしまちょうりつ かしまにししょうがっこう）は、熊本県上益城郡嘉島町にある小学校。

## 沿革
- 1874年（明治7年） - 上島小学校、鯰小学校創立。
- 1875年（明治8年） - 上仲間小学校創立。
- 1878年（明治11年） - 下仲間小学校、大渕小学校創立。
- 1886年（明治19年） - 上島小学校、鯰小学校、大渕小学校が統合し尋常碧水小学校創立。下仲間小学校を尋常下仲間小学校と改称
- 1893年（明治26年） - 尋常碧水尋常小学校を大川上島村立碧水尋常小学校と改称
- 1895年（明治28年） - 大川上島村立碧水尋常小学校を上島大川村立上島大川組合尋常小学校と改称
- 1900年（明治33年） - 上島大川村立上島大川組合尋常小学校を上島大川組合尋常高等小学校と改称
- 1906年（明治39年） - 下仲間分校を合併し大島尋常高等小学校と改称
- 1941年（昭和16年） - 大島国民学校と改称
- 1947年（昭和22年） - 大島村立大島小学校と改称
- 1955年（昭和30年） - 嘉島村立嘉島西小学校と改称
- 1969年（昭和44年） - 嘉島町立嘉島西小学校と改称